# María Esperanza de la Cruz
Salustiana Antonia Ayerbe Castillo, en religion María Esperanza de la Cruz, née le 8 juin 1890 à Monteagudo, morte le 23 mai 1967, est une religieuse espagnole, cofondatrice des Augustines récollettes missionnaires. 
Le pape François la reconnaît vénérable en 2015. Sa fête est le 23 mai.

## Biographie
Salustiana Antonia Ayerbe Castillo naît le 8 juin 1890 à Monteagudo en Navarre,.
Elle entre dans la vie monastique chez les Augustins récollets à Madrid et y prend le nom de María Esperanza de la Cruz en 1917.
En 1930, Francisco Javier Ochoa Ullate, préfet apostolique de Kweiteh (actuellement le diocèse de Shangqiu en Chine), se rend en Espagne et visite quelques monastères des Augustins récollets pour demander des religieuses qui accepteraient de le rejoindre en Chine pour l'apostolat. 
Esperanza de la Cruz est volontaire et part l'année suivante avec deux autres religieuses ; elles sont rejointes aux Philippines par une quatrième religieuse. En Chine, elles dirigent un orphelinat et assurent la formation des catéchistes locaux. Mère Esperanza est la supérieure de la nouvelle communauté.
Pendant la Seconde Guerre mondiale, Mère Esperanza et ses deux sœurs doivent quitter la Chine en 1940. Elles vont d'abord aux Philippines puis en Espagne. Mère Esperanza fonde un noviciat à Monteagudo en 1941, puis fonde plusieurs maisons en Espagne, en Colombie, en Italie, au Brésil, au Venezuela, en Argentine.
À cause de son état de santé, elle se démet en 1962 de ses fonctions de supérieure générale. Elle meurt le 23 mai 1967 à Monteagudo.

## Procédure en béatification
La procédure pour l'éventuelle béatification de María Esperanza de la Cruz est ouverte au plan diocésain, puis transmise à Rome auprès de la Congrégation pour les causes des saints. 
Le pape François approuve le 15 décembre 2015 la reconnaissance de l'héroïcité de ses vertus et la reconnaît ainsi vénérable,.
Sa fête est fixée au 23 mai.